# Thundervision
Thundervision è un DVD pubblicato dalla band heavy metal tedesca U.D.O. nel 2004.
La copertina è un omaggio del 1965  a    Agente 007 - Thunderball: Operazione tuono.
Le ultime quattro tracce sono in formato audio.

## Tracce
1. Thunderball
2. The Arbiter
3. Trainride in Russia
4. Dancing with an Angel
5. Making of "Thundervision"
6. Exclusive UDO interview with Andreas Schöwe (Metal Hammer)
7. Multimedia section (including photo gallery and album preview)
8. Thunderball
9. The Arbiter
10. Free or Rebellion
11. Run!

## Formazione
- Udo Dirkschneider: voce
- Stefan Kaufmann: chitarra
- Igor Gianola: chitarra
- Fitty Wienhold: basso
- Lorenzo Milani: batteria